# Benedetto da Rovezzano
Pour les articles homonymes, voir Benedetto.

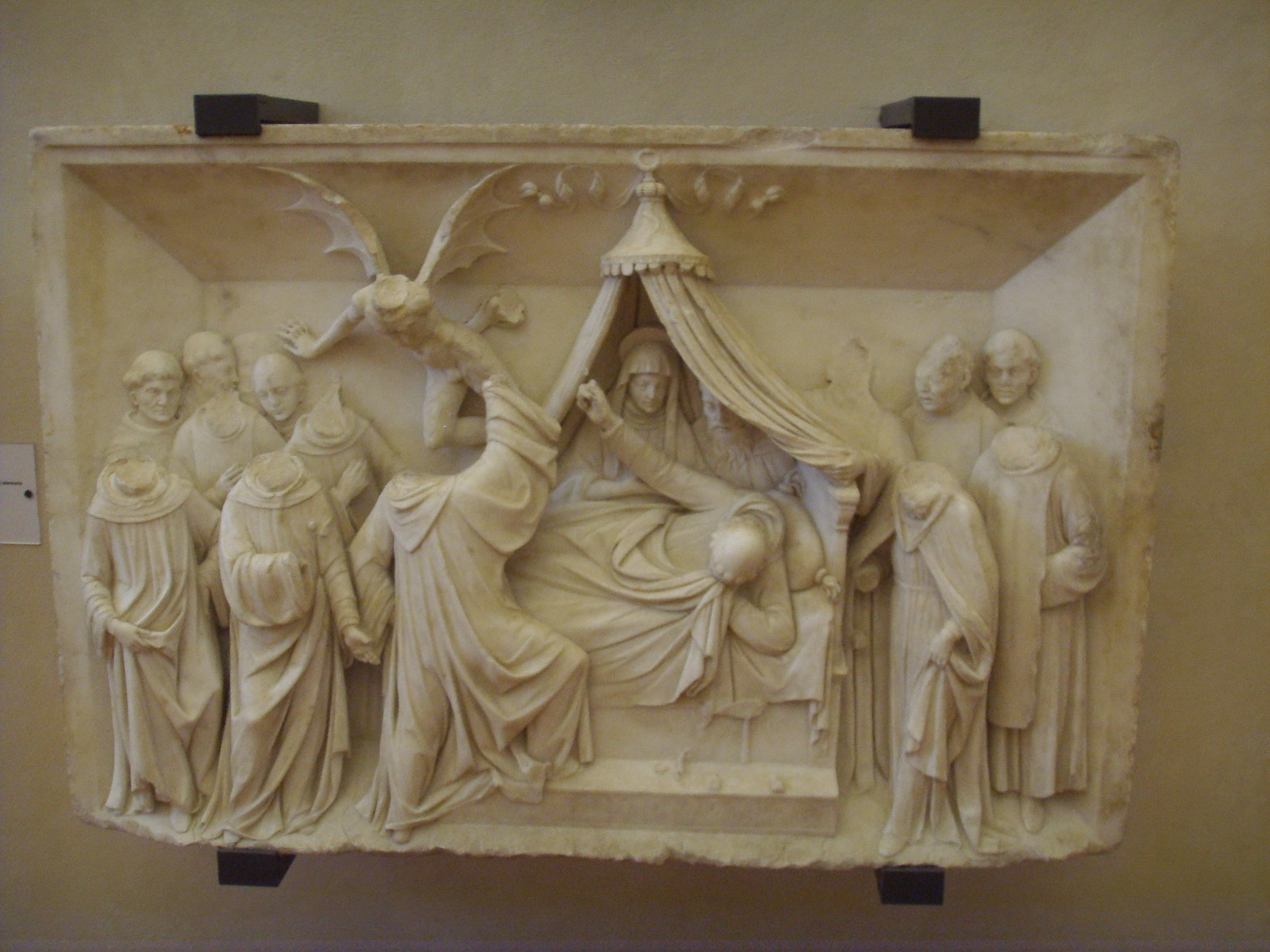
Lavabo du Cénacle de San Salvi.

Benedetto Grazzini dit Benedetto da Rovezzano (Pistoia 1474-Vallombreuse (it) 1554) est un sculpteur et un architecte florentin de la Renaissance, qui tire son nom d'un faubourg de Florence, où il vécut,.

## Œuvres
On a de lui, entre autres œuvres :
- Le mausolée du gonfalonier Giovan Vettorio Soderini.
- Le lavabo, fontaine d'ablutions placée à la droite de l'autel, au cénacle de l'église San Salvi (chiesa di San Michele in San Salvi) de Florence.